# Saida Iskandarova
Saida Iskandarova (Саида Искандарова), (ur. 12 marca 1980 w Taszkiencie) – uzbecka pływaczka, dwukrotna olimpijka.

## Występy na igrzyskach olimpijskich
Saida Iskandarova zadebiutowała na igrzyskach olimpijskich w Sydney, gdzie wystąpiła w wyścigu na 50 m stylem dowolnym. Uzyskała czas 28,08 s i zajęła 6. miejsce w eliminacjach. Czas ten nie pozwolił Iskandarovej awansować do dalszego etapu zmagań pływackich. Została łącznie sklasyfikowana na 55 miejscu.
Ponownie Saida Iskandarova wystartowała na igrzyskach w Atenach. Tym razem konkurowała na dystansie 200 m stylem grzbietowym. Uzyskała czas 2:26,17 m co dało jej 3. miejsce w biegu eliminacyjnym. Jednakże ten rezultat nie pozwolił na awans do dalszej rywalizacji. Została łącznie sklasyfikowana na 32 miejscu.